# Campsicnemus asterisk
Campsicnemus asterisk är en tvåvingeart som beskrevs av Neal L. Evenhuis 2003. Campsicnemus asterisk ingår i släktet Campsicnemus och familjen styltflugor. Inga underarter finns listade i Catalogue of Life.